# Floreal (Rebsorte)
Die weiße Rebsorte Floreal stammt aus Frankreich. Sie ist eine Hybridrebe (interspezische Kreuzung), die aus einer Kreuzung der Sorten Villaris x VRH3159-2-12 hervorging. Villaris entstand am Institut für Rebenzüchtung Geilweilerhof. Die Versuchsrebe VRH3159-2-12 wurde von Alain Bouquet im Weinbauinstitut in Bordeaux gezüchtet. Aus der gleichen Züchtungsreihe ging die Sorte Voltis hervor.
Ziel der Kreuzung war es, mindestens 95 % des Genmaterials von Vitis vinifera beizubehalten und sogenannte Resistenzgene gegen die beiden Varianten des Mehltaus einzubinden. Seit dem Jahr 2018 ist Floreal in die Sortenliste eingetragen. Floreal gilt als Ergänzung zum Chenin Blanc sofern die Ertragsmenge stark eingeschränkt wird. Der Einsatz von Fungiziden soll sich um 80–90 Prozent verringern.

## Resistenzzüchtung
Im Jahr 2000 wurde das Resistenzzüchtungsprogramm „Résistances Durables - ResDur“ durch das INRA  aufgelegt
Insgesamt 3 Versuchsserien wurden im Vorfeld auf langfristiger Basis identifiziert. Bei Serie 1 (ResDur 1) wurden Versuchsreben auf Basis von Vitis rotundifolia (mit den Resistenzgenen Rpv 1 und Run 1) mit Hybridreben des JKI (Resistenzgene Rpv 3 und Ren 3) gekreuzt. Die selektierten Resistenzgene haben bislang ihre Wirksamkeit bei den Krankheiten Plasmopara viticola und Erysiphe necator gezeigt. wobei die Hauptgene Rpv1 (Mehltau) und Run1 (Echter Mehltau) mit anderen Resistenzgenen assoziiert sind, wurden präsentiert.
4 Sorten der ersten Versuchsreihe, Voltis, Floreal, Vidoc und Artaban (2 weiße und 2 rote), die im Oktober 2015 in den offiziellen Katalog eingetragen wurden, wurden zu Beginn der Kampagne 2018 klassifiziert.

## Ampelographische Sortenmerkmale
- Die Triebspitze ist offen. Sie ist stark behaart, mit karminrotem Anflug. Die gelblichen Jungblätter sind auf der Blattunterseite spinnwebig bedeckt.
- Die Blätter sind dreilappig oder ungelappt und wenig gebuchtet. Die Stielbucht ist Überlappend geschlossen. Die Zähne sind im Vergleich der Rebsorten klein. Die Blattoberfläche ist blasig gewellt.
- Die kleinen Trauben sind lockerbeerig. Die mittelgroßen, rundlichen Beeren sind dickhäutig.

Die mittelspät reifende, ertragsreiche Rebe treibt etwas später als der Chardonnay aus, ist widerstandsfähig gegen Falschen Mehltau, und Echten Mehltau, aber empfindlich gegen Rebenpockenmilbe und Schwarzfäule der Rebe.

## Synonyme
Colmar 2007G, Col 2007G